# Parlement de Tasmanie
51e législature de Tasmanie
Parliament House (en)
Le Parlement de Tasmanie (en anglais : Parliament of Tasmania) est le pouvoir législatif bicaméral de l'État australien de Tasmanie. Il est constitué du roi d'Australie, représenté par le gouverneur, du Conseil législatif, sa chambre haute et de l'Assemblée, sa chambre basse.   
Le chef du parti ou de la coalition qui possède le plus de sièges à l'Assemblée est invité par le Gouverneur à former le gouvernement. Le chef du gouvernement est le Premier ministre de Tasmanie.

## Historique
Jusqu'en 1812, la colonie de Tasmanie, appelée à l'époque « Van Diemen's Land », était séparée en deux  comtés, administrés séparément depuis Sydney. Cette année-là, pour la première fois, fut nommé un Lieutenant-gouverneur pour l'ensemble de la colonie, le colonel Thomas Davey. En 1825, la colonie fut administrée par le Lieutenant-gouverneur, George Arthur, assisté d'un conseil législatif de six membres, qui se réunirent officiellement pour la première fois le 12 avril 1826. En 1856, un Parlement bicaméral fut mis en place, et cette structure constitutionnelle resta la même jusqu'à nos jours. Seul le nombre des membres des chambres haute et basse évolua, à la suite de modifications du nombre de circonscriptions  et du système électoral.
| Nombre des membres des chambres haute et basse |                                    |                           |       |
| Date                                           | Conseil législatif (Chambre haute) | Assemblée (Chambre basse) | Total |
| 1856                                           | 15                                 | 30                        | 45    |
| 1870                                           | 16                                 | 32                        | 48    |
| 1885                                           | 18                                 | 36                        | 54    |
| 1893                                           | 18                                 | 37                        | 55    |
| 1898                                           | 19                                 | 38                        | 57    |
| 1900                                           | 18                                 | 35                        | 53    |
| 1906                                           | 18                                 | 30                        | 48    |
| 1946                                           | 19                                 | 30                        | 49    |
| 1959                                           | 19                                 | 35                        | 54    |
| 1998                                           | 19                                 | 25                        | 44    |
| 1999                                           | 15                                 | 25                        | 40    |

Les premières élections pour l'élection des députés de l'Assemblée tasmanienne furent organisées en septembre 1856, et en octobre 1856 pour celles des conseillers. Le premier Premier Ministre fut William Champ, qui prêta serment le 1er novembre 1856, et la première session parlementaire s'ouvrit le 2 décembre 1856.
En 1856, la colonie était divisée en 24 circonscriptions, celle d'Hobart élisant cinq députés, celle de Launceston trois, et toutes les autres un seul, ce qui faisait un total de trente députés, élus pour une durée de cinq ans. Ils furent payés à partir de 1891, au taux de 100 £ par an. Les électeurs étaient des hommes, nés sur place ou naturalisés, résidents dans la colonie depuis au moins un an.
Les femmes acquirent le droit de vote en 1903. Elles devinrent éligibles au Parlement en 1921, mais il fallut attendre 1948 pour qu'une femme, Margaret McIntyre, soit élue au Conseil législatif sur le siège de Cornwall.
En 1906, l'État fut divisé en cinq districts électoraux, élisant chacun six députés, soit un total de 30. Le système de Hare-Clarke de représentation proportionnelle a été adopté le 30 avril 1909 pour l'élection des députés. À partir de 1959, les districts élurent sept députés, soit un total de 35. En 1998, la loi de Réforme électorale réduisit à cinq le nombre de députés par district, soit un total de 25.
L'attribution d'un poste devenu vacant en cours de mandature se fait en poursuivant le décompte des voix de la dernière élection pour cette circonscription, en conservant la distribution des préférences de l'ancien député. Cette méthode évite de procéder à une élection partielle, et elle permet de conserver le caractère de l'Assemblée établi lors de la dernière élection générale.
La durée d'un mandat de député est passé de cinq ans à trois ans en 1969. Elle fut de nouveau modifiée en 1972, passant à cinq ans pour cette législature et à quatre ans pour les suivantes.